# 拉迪格岛
拉迪格岛（法語：La Digue）是塞舌尔第四大有人居住的岛，位于普拉兰岛东面和费利西泰岛西面。岛上人口约2000人，主要居住在西海岸的拉帕斯村（La Passe）和拉雷尤因村（La Réunion），面积10平方公里。拉迪格岛的名称来自法国探险家马可-约瑟夫·马里翁·迪弗伦（Marc-Joseph Marion du Fresne）的一艘船名，迪弗伦于1768年抵达塞舌尔。
如今岛上以旅游业为主，海滩非常出名。以前干椰子肉和香草制品是当地经济的主要来源。岛内的弗夫自然保护区（Veuve Nature Reserve）是濒危动物紫寿带鸟的栖息地，目前仅有100只。岛内最高点鹰巢山（Belle Vue）也位于岛中部，海拔300米。